# Перуа (Во)
Перуа (фр. Perroy) — громада  в Швейцарії в кантоні Во, округ Ньйон.

## Географія
Громада розташована на відстані близько 100 км на південний захід від Берна, 22 км на захід від Лозанни.
Перуа має площу 2,9 км², з яких на 30,7% дозволяється будівництво (житлове та будівництво доріг), 62,7% використовуються в сільськогосподарських цілях, 6,3% зайнято лісами, 0,3% не є продуктивними (річки, льодовики або гори).

## Демографія
2019 року в громаді мешкало 1496 осіб (+13,7% порівняно з 2010 роком), іноземців було 30%. Густота населення становила 514 осіб/км².
За віковим діапазоном населення розподілялося таким чином: 24,3% — особи молодші 20 років, 61% — особи у віці 20—64 років, 14,8% — особи у віці 65 років та старші. Було 617 помешкань (у середньому 2,4 особи в помешканні).
Із загальної кількості 416 працюючих 70 було зайнятих в первинному секторі, 123 — в обробній промисловості, 223 — в галузі послуг.